# Ietje Paalman-de Miranda
Aïda Beatrijs “Ietje” Paalman-de Miranda (Paramaribo, Suriname, 20 de fevereiro de 1936 – Amsterdã, 11 de maio de 2020) foi uma matemática surinamesa-neerlandesa. Foi em 1980 a primeira mulher professora plena de matemática da Universidade de Amsterdã.

## Formação e carreira
Paalman-de Miranda mudou-se do Suriname para os Países Baixos em 1953 para estudar matemática na Universidade de Amsterdã. Era a única mulher no curso e formou-se em 1960 com um mestrado com honras. Casou-se com o farmacêutico Dolf Paalman, com quem teve três filhos. Em 1964 obteve um doutorado, com a tese Topological Semigroups, orientada pelo topólogo Johannes de Groot. Em 1966 tornou-se professora associada de álgebra e topologia na Universidade de Amsterdã, em 1967 professora de matemática pura e em 1980 a primeira mulher professora titular de matemática pura em Amsterdã. Aposentou-se em 1997.

## Publicações (seleção)
- Topological Semigroups. Mathematical Center Tracts, 11 Mathematisch Centrum, Amsterdam 1964.